# Hanner Mosquera
Hanner Alexander Mosquera Perea (Bogotà, 28 gennaio 1993) è un cestista colombiano.

## Carriera
Con la Colombia ha disputato i Campionati americani del 2017.